# مظفر علی (کارگردان)
مظفر علی (انگلیسی: Muzaffar Ali؛ زادهٔ ۱۹۴۴) کارگردان فیلم، فیلم‌نامه‌نویس، و تهیه‌کننده فیلم اهل هند است.
وی همچنین برندهٔ جوایزی همچون جایزه فیلم‌فیر بهترین کارگردانی شده‌است.

## فیلم‌شناسی
- ۲۰۱۵: Jaanisaar (همچنین بازیگر)
- ۱۹۸۶: Anjuman (همچنین تهیه‌کننده)
- ۱۹۸۲: Aagaman
- ۱۹۸۱: عمر و جان (همچنین تهیه‌کننده)
- ۱۹۷۸: Gaman (همچنین تهیه‌کننده)
- منتشر نشد: Zooni (همچنین تهیه‌کننده)[۵]